# Plaisance, Dordogne
Plaisance är en kommun i departementet Dordogne i regionen Nouvelle-Aquitaine i sydvästra Frankrike. Kommunen ligger i kantonen Issigeac som tillhör arrondissementet Bergerac. År 2022 hade Plaisance 410 invånare.

## Befolkningsutveckling
Antalet invånare i kommunen Plaisance
Referens:INSEE